# Neotabuda anthracina
Neotabuda anthracina är en tvåvingeart som först beskrevs av Friedrich Hermann Loew 1858.  Neotabuda anthracina ingår i släktet Neotabuda och familjen stilettflugor.
Artens utbredningsområde är Namibia. Inga underarter finns listade i Catalogue of Life.